# 중국의 성씨
중국의 성씨(姓氏)는 중국인이 혈족 관계를 나타내기 위해 이름 앞에 붙이는 칭호다. 
북송시대에 편찬한 《백가성(百家姓)》에는 504개(단성 444개, 복성 60개), 명나라 때 편찬한 《천가성(千家姓)》에는 1,968개, 중국 사회과학원이 발간한 《중국성씨대사전》에는 23,813개의 성이 수록되어 있다.
2010년 중국 국가통계국의 전국인구조사에서 인구 100명 이상 성씨는 2,400개, 1천명 이상 성씨는 1,421개, 1만명 이상 성씨는 717개, 10만명 이상 성씨는 374개, 100만명 이상 성씨는 153개, 1천만명 이상 성씨는 23개로 분석됐다.

## 중국 성씨 인구 순위
| 순위 | 성씨   |
| ---- | ------ |
| 1    | 왕(王) |
| 2    | 리(李) |
| 3    | 장(張) |
| 4    | 유(劉) |
| 5    | 진(陳) |
| 6    | 양(楊) |
| 7    | 황(黃) |
| 8    | 조(趙) |
| 9    | 주(周) |
| 10   | 오(吳) |
| 11   | 서(徐) |
| 12   | 손(孫) |
| 13   | 마(馬) |
| 14   | 호(胡) |
| 15   | 주(朱) |
| 16   | 곽(郭) |
| 17   | 하(何) |
| 18   | 라(羅) |
| 19   | 고(高) |
| 20   | 림(林) |

## 같이 보기
- 호 (이름)
- 중국인의 성명
- 자 (이름)
- 족외혼
- 항렬
- 일본 이름
- 한국의 성씨와 이름
- 고유명사학
- 베트남 이름